# Etničke grupe Angole
Etničke grupe Angole: 17,499,000 stanovnika; UN Country Population, 2008). Blizu 60 naroda.
- Afrikaneri	2,600
- Ambo, Ndonga	334,000
- Aukwe, Auen	6,400
- Bakwe	7,700
- Bolo, Haka	3,300
- Britanci	700
- Chokwe	873,000
- Dhimba	23,000
- Eurafrikanci	167,000
- Francuzi	3,900
- Gciriku, Shimbogedu	25,000
- Heikum, Kedi	800
- Herero	135,000
- Holu, Holo	33,000
- Kapverdski mestici	49,000
- Kinezi	1,400
- Kongo, ili Bakongo, nekoliko skupina
  - Kongo, San Salvador	424,000
  - Kongo, Tuba	15,000
  - Kongo	1,811,000
- Kung-Ekoka	6,400
- Kung-Tsumkwe	5,100
- Kwanyama	578,000
- Kxoe, Khwe, Xun	12,000
- Lingala	74,000
- Lozi	4,500
- Luchazi	385,000
- Luimbi	26,000
- Lunda, Mbundu	4,007,000
- Lunda, Ndembu	7,100
- Lunda	116,000
- Luyana, Kwangali	40,000
- Luyana, Luyi	33,000
- Lwena, Luvale	1,413,000
- Makaoanci	1,700
- Maligo	2,600
- Masi, Mashi	2,600
- Mbangala	29,000
- Mbukushu, Kusso	7,700
- Mbunda	167,000
- Mbwela, Ambuella	221,000
- Mungambwe	103,000
- Ndombe, Dombe	26,000
- Ngandyera	15,000
- Nkangala	34,000
- Nkhumbi, Ngumbi	218,000
- Nyaneka	642,000
- Nyemba, Ngangela	276,000
- Okung	6,400
- Ovimbundu	4,454,000
- Portugalci 74,000
- Ruund, sjeverni Lunda	225,000
- Sama, Kissama	12,000
- Simaa, Nyengo	12,000
- Songo, Nsongo	114,000
- Suku	15,000
- Španjolci	7,400
- Yaka	103,000
- Yauma	15,000
- Yombe, Bayombe	45,000

Ostali pojedinci/neizjašnjeni 	34,000